# Kerk van Sottunga
De kerk van Sottunga is een houten kerk op het zuidelijke uiteinde van het hoofdeiland van de gemeente Sottunga, behorende tot de autonome Finse regio Åland. De kerk is vermoedelijk gewijd aan Maria Magdalena.
In de middeleeuwen was deze kerk een kapel onder de kerk van Föglö. Sinds 2006 behoort de kerk tot de parochie van de zuidelijke archipel van Åland, waartoe ook de kerken van Föglö en Kökar behoren.

## Geschiedenis
De kapel op deze plaats wordt het eerst genoemd in een document uit 1544, waarin beschreven staat dat in dat jaar een bronzen kerkklok in beslag werd genomen in opdracht van koning Gustav Vasa. In een document uit 1711 werd geschreven over plannen om de kapel ongeveer een kilometer te verplaatsen, omdat hij op de toenmalige plaats vooral in de winter slecht te bereiken was door de drassige omgeving. Er zijn echter aanwijzingen dat de Russische bezetting ("stora ofreden", 1714-1721) deze plannen verhinderde, waarna de kapel in 1726 afbrandde. Meerdere malen waren er plannen om de kapel, die in 1730 was herbouwd, te verplaatsen. Vermoedelijk is dat desondanks nooit gebeurd. In 1735 werd hout aangeschaft voor de bouw van een vrijstaande klokkentoren. Door een inscriptie in een van de klokken in deze toren is bekend dat deze in in 1769 werd aangeschaft.
Geleidelijk raakte de kerk in verval, en rees de vraag of het tijd werd voor de bouw van een geheel nieuwe kerk, of om de toenmalige kerk een opknapbeurt te geven. Om economische redenen werd steeds voor dat laatste gekozen.

## Kerkgebouw
De kerk van Sottunga is een kleine roodgeverfde houten kapelkerk met één schip met tongewelf en met een spits dak van houten spanen. De entree, in de vorm van een kleine vestibule, bevindt zich in de westgevel. Aan de noordzijde bevindt zich een kleine raamloze sacristie.
Het interieur bestaat uit een enkelvoudig schip, van circa 12,7 bij 7,8 meter.
Op een kleine 50 meter afstand, aan de andere kant van de weg, staat de bijbehorende vrijstaande klokkentoren met twee klokken.

## Inventaris
- Een altaarstuk met het Laatste Avondmaal, geschilderd door P. Berggren uit Stockholm
- Een ouder altaarstuk uit 1813.
- Een doopvont waarvan de voet is gemaakt van de mastvoet van een schip
- Een votiefschip

### Orgel
In 1956 werd een orgel uit de kerk van Lemland hierheen verplaatst. Het is in 1866 gebouwd door Frans Andersson.